# Плавучий маяк

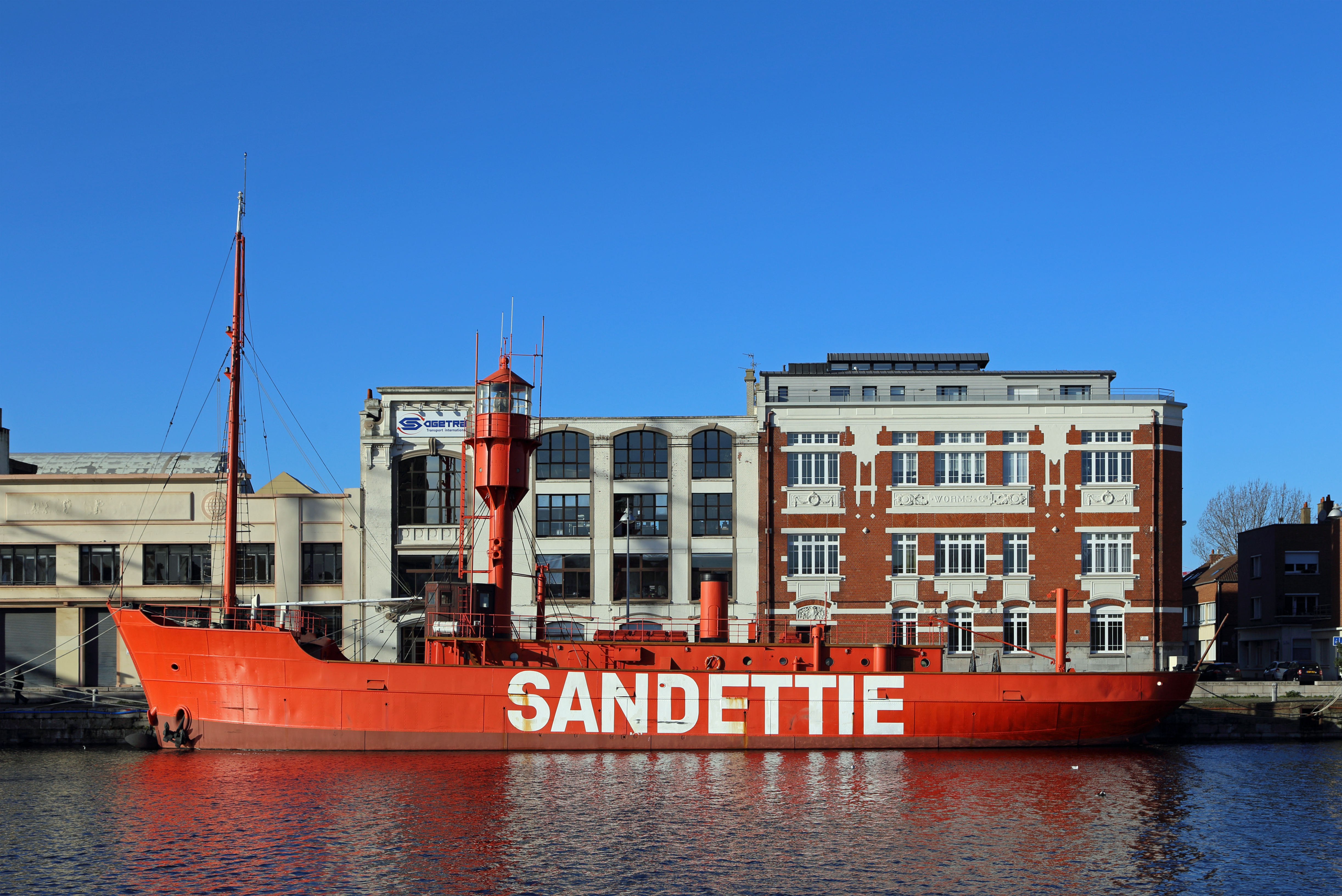
Плавучий маяк «Сандетьє» біля причальної стінки в порту Дюнкерка

Плавучий маяк — навігаційна інженерна споруда, призначена для встановлення в місцях, де не можуть бути обладнані стаціонарні маяки. Закріплюється на мертвих якорях.
Встановлюється на кораблях, використовується далеко від берегової лінії і при входах у порти як лоцманська станція. Оснащуються сильним джерелом світла і, як правило, забезпечуються оптичними засобами для збільшення сили світла, щоб бути добре помітними і в нічний час.
Для тривалого і міцного заякорювання плавучих маяків широко застосовується грибоподібний якір.